# Thomas Prinzhorn
Thomas Prinzhorn (* 5. März 1943 in Wien) ist ein österreichischer Industrieller und Politiker (FPÖ und BZÖ). Er war zunächst von 2000 bis 2002 Zweiter Präsident des Nationalrates und danach bis 2006 Dritter Präsident des Nationalrates.

## Leben
Thomas Prinzhorn besuchte die Privatmittelschule Bad Aussee, studierte Maschinenbau an der Technischen Hochschule in Wien und schloss dieses Studium 1967 mit dem akademischen Grad Diplomingenieur ab. In Harvard studierte Prinzhorn zudem Wirtschaft, den Abschluss dort machte er 1973. In der Folge etablierte er sich mit den Unternehmen seines Vaters Harald, der W. Hamburger AG und der Mosburger AG, als Papierindustrieller. Prinzhorns Unternehmen werden in der Prinzhorn Group zusammengefasst.
Als langjähriger Vorstandsvorsitzender in verschiedenen Unternehmen der Papierindustrie kam er über die Industriellenvereinigung in die Politik. So wurde er 1978 Mitglied des Vorstandes der Vereinigung österreichischer Industrieller, von 1975 bis 1988 war er Vorsitzender des Ausschusses für Bildungs- und Gesellschaftspolitik, von 1988 bis 1993 Vorsitzender des Ausschusses für Wirtschaftspolitik und von 1991 bis 1993 Präsident der Wiener Industriellenvereinigung. Im Jahr 1996 wurde er für die Freiheitliche Partei erstmals in den Nationalrat gewählt, dem er bis 1998 angehörte. Zu diesem Zeitpunkt verabschiedete er sich nach knapp drei Jahren im Nationalrat von allen Funktionen. Der Grund damals: massive Meinungsunterschiede bezüglich des Haider-Kurses. Dabei hatte Prinzhorn damals maßgeblich mitgeholfen, für die wegen der Causa Rosenstingl in erhebliche finanzielle Schwierigkeiten gekommene FPÖ Niederösterreich ein Sanierungskonzept zu erstellen. Mitglied der FPÖ wurde Prinzhorn erst 1998.
Zur Nationalratswahl 1999 wurde er überraschend zum Spitzenkandidaten der Freiheitlichen ernannt. Ursprünglich für ein Ministeramt vorgesehen, wurde er im Zuge der Regierungsbildung 2000 von Bundespräsident Thomas Klestil wegen als besonders geschmacklos empfundenen ausländerfeindlichen Äußerungen im Wahlkampf (Ausländer würden von den Behörden gegenüber Österreichern bevorzugt und kostenlos mit Fruchtbarkeitsmedikamenten ausgestattet) abgelehnt. Stattdessen wurde er auf Vorschlag der FPÖ, die zu diesem Zeitpunkt zweitstärkste Partei war, zum Zweiten Nationalratspräsidenten gewählt, was ihm allerdings weniger tagespolitischen Spielraum erlaubte.
Im Herbst 2002 sah es dann so aus, als ob er in der Partei wieder eine größere Rolle spielen sollte, denn im September 2002 wurde er in Linz zum stellvertretenden Parteichef bestimmt. Nach den vorgezogenen Nationalratswahlen 2002 fiel die FPÖ allerdings auf den dritten Platz zurück; in der Folge war Prinzhorn ab nun Dritter Nationalratspräsident. Der Unternehmer und Wirtschaftssprecher der Freiheitlichen galt zu diesem Zeitpunkt vor allem als Stütze des Regierungsteams um die frühere Vizekanzlerin und FPÖ-Chefin Susanne Riess-Passer. Das Verhältnis zu Kärntens Landeshauptmann Jörg Haider war dagegen zwischenzeitlich merklich abgekühlt. Im Zuge der innerparteilichen Turbulenzen und seinem damit verbundenen Austritt aus der FPÖ im Jahr 2005 war er noch  bis zum 27. April 2006 Abgeordneter im Dienste der FPÖ, danach bis zum 29. Oktober 2006 für das BZÖ. Das Amt des Dritten Nationalratspräsidenten hatte er noch bis zum 30. Oktober inne.

## Privates
Prinzhorn adoptierte 1987 seinen biologischen Sohn Karl Philipp Ernst Ferdinand Alwig Kilian Schwarzenberg, Sohn der Therese Schwarzenberg (geborene Hardegg), die mit Karel Schwarzenberg verheiratet war.
Mit einem Vermögen von 1,3 Milliarden Euro gilt Prinzhorn als zweitreichster Politiker Österreichs nach Frank Stronach und als neuntreichster Österreicher (Stand 2017).
Thomas Prinzhorn ist mit 12.500 ha einer der größten Waldbesitzer Österreichs.

## Auszeichnungen
- 2005: Großes Silbernes Ehrenzeichen am Bande für Verdienste um die Republik Österreich[8]